# Riu ō Te Ata Valley
Das Riu ō Te Ata Valley ist ein kleines und größtenteils unvereistes Tal im ostantarktischen Viktorialands. Es liegt nordnordöstlich des Mount Morning auf der Südseite des Lake Morning.
Das New Zealand Geographic Board benannte es 1994. Sein aus dem Māori entlehnter Name bedeutet „Tal des Morgens“ und zielt ab auf die Morning (deutsch Morgen), eines der beiden Rettungsschiffe der britischen Discovery-Expedition (1901–1904).